# Röthenberg
Röthenberg gehört zur Ortschaft Krevese und ist ein Ortsteil der kreisangehörigen Hansestadt Osterburg (Altmark) im Landkreis Stendal in Sachsen-Anhalt.

## Geographie
Röthenberg, eine kleine Siedlung, liegt 2½ Kilometer nordwestlich von Krevese und etwa 7 Kilometer nordwestlich von Osterburg in der Gemarkung Dequede im Landschaftsschutzgebiet „Ostrand der Arendseer Hochfläche“ in der Altmark.
Nachbarorte sind Bretsch im Nordwesten, Dequede im Osten, Krevese im Südosten und Stapel im Südwesten.

## Geschichte

### Mittelalter bis Neuzeit
1684 wurden die zum Rittergut Krevese gehörigen Schäfereien Röthenberg und Altenhof erstmals erwähnt. Sie wurden vermutlich im 17. Jahrhundert angelegt. 1721 heißt es eine Schäfferei, der Röthenberg genannt. Weitere Nennungen sind 1745 Rötenberg, 1775 Rödenberg oder Röthenberg, 1789 Schäferey Röthenberg, 1801 Röthenberg, 1873 hieß es Vorwerk Rothenberg.
Ab 1913 gehörte das Vorwerk dem rheinischen Industriellen und Kunstsammler Hans-Georg Oeder, der es mit dem Gut Bretsch gekauft hatte. Bei der Bodenreform wurde das Rittergut Röthenberg mit 191,7 Hektar enteignet. 134 Hektar wurden in ein Provinzialgut umgewandelt, dieses 1947 zur Umsiedlung von Wischebauern übergeben und 1948 aufgelöst. Danach wurde Röthenberg mit Neubauernstellen aufgesiedelt. Erst im Jahre 1960 gründeten sie unter erheblichem politischem Druck die erste Landwirtschaftliche Produktionsgenossenschaft vom Typ I, die LPG „Einigkeit“.

### Eingemeindungen
Bis 1807 gehörte Röthenberg zum Seehausenschen Kreis der Mark Brandenburg in der Altmark. Danach lag es bis 1810 im Kanton Bretsch auf dem Territorium des napoleonischen Königreichs Westphalen. Ab 1816 gehörte der Ort zum Kreis Osterburg, dem späteren Landkreis Osterburg.
Noch 1871 gehörte das Vorwerk zur Landgemeinde Krevese.
Am 30. September 1928 wurde das Vorwerk Röthenberg mit der Landgemeinde Dequede vereinigt. Röthenberg hatte davor zum Gutsbezirk Bretsch gehört. Am 1. Februar 1974 wurde die Gemeinde Dequede in die Gemeinde Krevese eingemeindet. So kam der Ortsteil Röthenberg zu Krevese. Am 1. Juli 2009 erfolgte der Zusammenschluss der Gemeinde Krevese mit anderen Gemeinden zur neuen Einheitsgemeinde Hansestadt Osterburg (Altmark). Die Ortsteile Röthenberg, Dequede und Polkern kamen dadurch zur neuen Ortschaft Krevese und zur Hansestadt Osterburg (Altmark).

### Einwohnerentwicklung
| Jahr | Einwohner |
| ---- | --------- |
| 1789 | 06        |
| 1798 | 08        |
| 1818 | 04        |
| 1871 | 32        |
| 1885 | 26        |

| Jahr | Einwohner |
| ---- | --------- |
| 1895 | 19        |
| 1905 | 22        |
| 2011 | [00]32    |
| 2012 | [00]32    |
| 2018 | [00]25    |

| Jahr | Einwohner |
| ---- | --------- |
| 2019 | [00]22    |
| 2020 | [00]22    |
| 2021 | [00]22    |
| 2022 | [0]21     |
| 2023 | [0]21     |

Quelle, wenn nicht angegeben, bis 1905:

## Religion
Die evangelischen Christen aus Röthenberg sind in die Kirchengemeinde Dequede eingepfarrt, die früher zur Pfarrei Krevese gehörte. Die Kirchengemeinde Dequede wird heute betreut vom Pfarrbereich Kossebau im Kirchenkreis Stendal im Bischofssprengel Magdeburg der Evangelischen Kirche in Mitteldeutschland.
Die katholischen Christen gehören zur Pfarrei St. Anna in Stendal im Dekanat Stendal im Bistum Magdeburg.